# نیک زینر
نیک زینر (انگلیسی: Nick Zinner؛ زادهٔ ۸ دسامبر ۱۹۷۴) یک موسیقی‌دان اهل ایالات متحده آمریکا است.